# Contarinia spiraeina
Contarinia spiraeina är en tvåvingeart som beskrevs av Ephraim Porter Felt 1911. Contarinia spiraeina ingår i släktet Contarinia och familjen gallmyggor. Inga underarter finns listade i Catalogue of Life.